# Монумент Победы (Бангкок)
Монумент Победы (тайск. อนุสาวรีย์ชัยสมรภูมิ, Анусавари Чай Саморапхум) — большой военный памятник в Бангкоке, Таиланд. Памятник расположен в районе Ратчатхеви, к северо-востоку от центра Бангкока, в центре кольцевой транспортной развязки на пересечении дороги Пхахонйотхин, Пхаятхай и Ратчавитхи.

## История
Памятник был установлен в июне 1941, чтобы ознаменовать тайскую победу во франко-тайской войне — краткой войне с французскими колониальными властями в Индокитае, в результате которой Таиланд захватил территории в западной Камбодже и северном и южном Лаосе. Эти регионы были среди территорий, которые Королевство Сиама было вынуждено уступить Франции в 1893 и 1904, и патриотически настроенные тайцы полагали, что они законно принадлежат Таиланду.
Фактически война между тайцами и французами в декабре 1940 и январе 1941 была краткой и неокончательной. Только 59 тайских военных были убиты, и заключительное территориальное урегулирование было наложено на обе стороны Японией, которая не хотела длительной войны между двумя региональными союзниками в то время, когда сама Япония готовилась начать войну завоевания всей Юго-Восточной Азии. Прибыль Таиланда от войны была меньше, чем на это надеялись, однако тайский режим фельдмаршала Плека Пибунсонграма решил праздновать окончание войны как большую победу, и памятник был разработан и установлен в течение нескольких месяцев.
Памятник разработан в полностью западном стиле — резкий контраст с Памятником Демократии, в котором используются местные тайские формы и символы. Центральный обелиск, у основания которого пять статуй, представляющие армию, флот, воздушные силы, полицию и гражданскую бюрократию, был создан в стандартном западном «героическом» стиле, активно используемом в 1940-х гг в фашистских и коммунистических государствах. Монумент был создан итальянским скульптором Коррадо Ферочи, который работал под тайским именем Силпа Бхирасри. Скульптору не понравилась комбинация его работ с обелиском[прояснить], и он называл памятник «победой затруднения».
Памятник стал затруднением в более политическом смысле в 1945, когда Союзническая победа в Тихоокеанской войне вынудила Таиланд вернуть территории Франции. Многие тайцы расценивают памятник как неуместный символ милитаризма и пережиток того, что они теперь видят как дискредитированный режим. Однако памятник остается одним из самых знакомых ориентиров Бангкока, его часто можно встретить на открытках и в путеводителях.